# Новый год в Камбодже
Камбоджийский Новый год (кхмер. បុណ្យចូលឆ្នាំថ្មី) или Чаул Чам Тхмей, что с кхмерского языка дословно переводится как «вход в новый год» — камбоджийский праздник, посвящённый Новому году. Праздник длится на протяжении трёх дней, начинаясь в новогодний день, обычно выпадающий на 13 или 14 апреля, что совпадает с окончанием сезона сбора урожая, когда крестьяне наслаждаются плодами своего труда, прежде, чем начнётся сезон дождей. Кхмеры, живущие за границей, могут отпраздновать его в выходные, а не только 13 или 15 апреля. Кхмерский Новый год совпадает с традиционным Новым годом в некоторых частях Индии, Мьянмы, Таиланда и Шри-Ланки.
Кроме того, Кхмеры пользуются буддийской эрой на основе буддийского календаря. Например, для 2012 года это был 2556 год Буддийской эры.

## Три дня Нового года

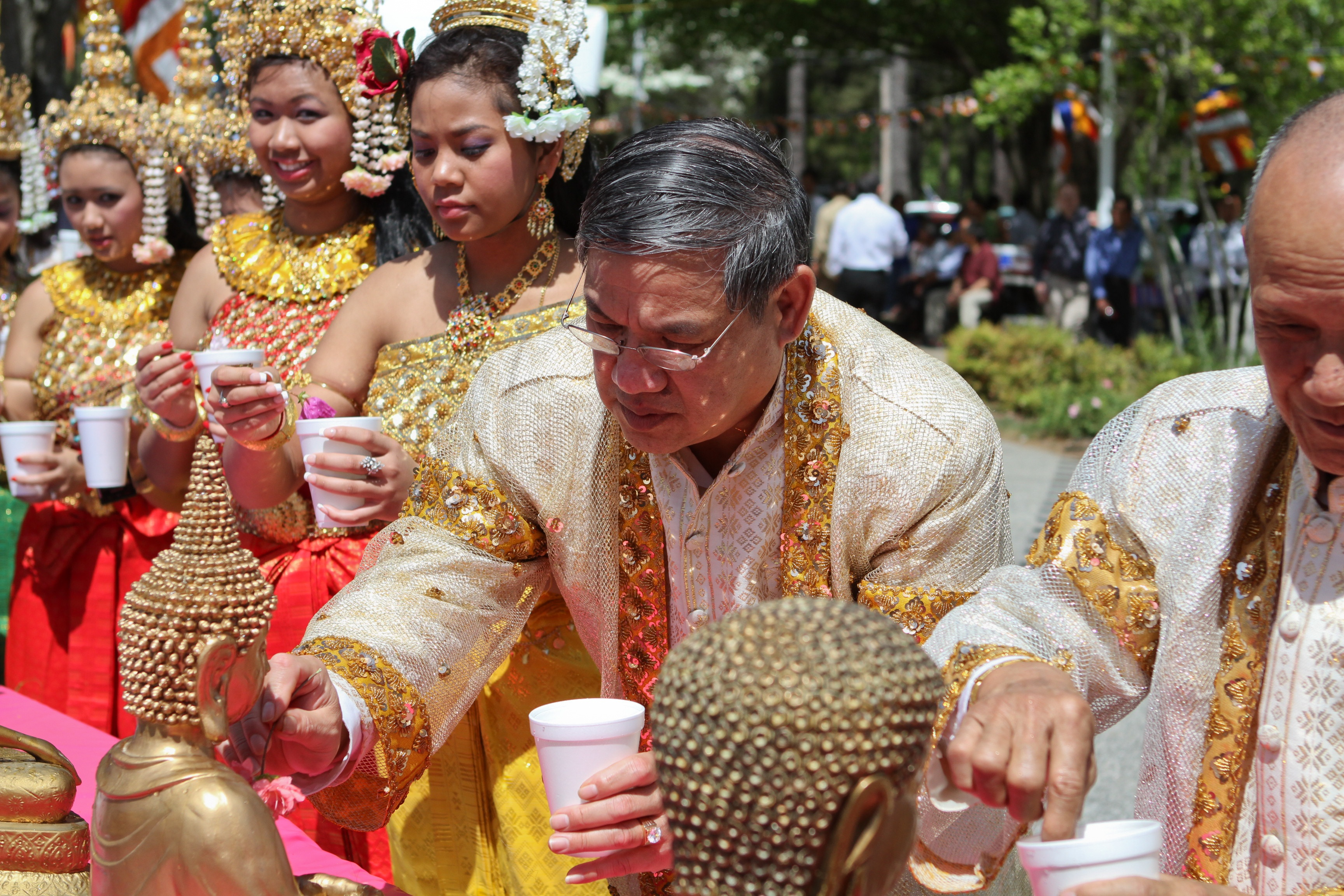
Старейшины чистят статую Будды при помощи парфюмированной воды.

### Сонгкран (មហាសង្រ្កាន្ត)
Понятие Сонгкран является производным от санскритского Maha Sankranti, что обозначает первый день празднования Нового года. Это является окончанием старого года и началом нового. Люди наряжаются и при свете свечей жгут ароматические палочки в храмах, где члены каждой семьи платят дань в благодарность за учения Будды, поклоняясь и простираясь три раза подряд перед его образом. На удачу люди омывают свои лица святой водой, в полдень — торс, перед тем, как пойти спать — ноги. 
Сонгкраном также именуется Новый год в соседнем Таиланде.

### Вирак Уанамат (វិរ:វ័នបត)
Вирак Уанамат — название второго дня празднования нового года. Люди делают благотворительные взносы для помощи бедным, бездомным и малообеспеченным семьям. Семьи посещают церемонию посвящения своих предков в монастыре.

### Вирак Люурнг Сэк (ថ្ងៃឡើងស័ក)
T'ngai Leang Saka — наименование третьего дня празднования нового года. Буддисты и их старейшины очищают статуи Будды ароматной водой. Купание статуй Будды в воде — символ того, что в воду будут нуждаться все виды растений и живых организмов. Они также думают, что это является добрым делом, которое принесёт долголетие, удачу, счастье и благополучие в жизни. Омываемые своими бабушками и дедушками, дети могут получить от них наилучшие пожелания на будущее.

## Новогодние традиции
В храмах люди возводят песчаный холм на полу. Они насыпают большой остроконечный холм из песка или купол в центре, который представляет Валука Чайтью, ступу в Таватимсе, где похоронены волосы Будды и диадема. Большая ступа окружена четырьмя маленькими, которые представляют ступы любимых учеников Будды: Сарипутты, Моггалланы, Ананды и Маха Кассапы. Существует еще одна традиция, называемая Sraung Preah (ស្រង់ព្រះ): вылить воду или жидкую штукатурку (смесь воды с меловым порошком) на старшего родственника или людей (в основном молодое поколение отвечает за полив водой).
Кхмерский Новый год — это также время для приготовления особенных блюд. Одно из них, «Кралан», — пирог, приготовленный из пропаренного риса, смешанного с бобами или горохом, тертого кокоса и кокосового молока. Смесь помещают внутрь бамбуковой палочки и медленно обжаривают.

## Ангкор Санкранта (អង្គរសង្ក្រាន្ត)
Ангкор Санкранта — это новогоднее мероприятие, организованное Союзом молодёжи федерации Камбоджи (СМФК), которое проводится в провинции Сиемреап с 13 по 16 апреля. Ангкор Санкранта — это возможность для всех камбоджийцев и иностранных друзей объединиться в единую кхмерскую семью, получив незабываемые и уникальные впечатления во время празднования Нового года в Камбодже.

## Даты в кхмерском календаре
| Григорианский календарь | Дата      | Животное | День недели |
| ----------------------- | --------- | -------- | ----------- |
| 2001                    | 13 апреля | Змея     | Пятница     |
| 2002                    | 13 апреля | Лошадь   | Суббота     |
| 2003                    | 13 апреля | Коза     | Воскресенье |
| 2004                    | 13 апреля | Обезьяна | Вторник     |
| 2005                    | 13 апреля | Петух    | Среда       |
| 2006                    | 13 апреля | Собака   | Четверг     |
| 2007                    | 13 апреля | Свинья   | Пятница     |
| 2008                    | 13 апреля | Крыса    | Воскресенье |
| 2009                    | 13 апреля | Бык      | Понедельник |
| 2010                    | 13 апреля | Тигр     | Вторник     |
| 2011                    | 13 апреля | Кролик   | Среда       |
| 2012                    | 13 апреля | Дракон   | Пятница     |
| 2013                    | 13 апреля | Змея     | Суббота     |
| 2014                    | 13 апреля | Лошадь   | Воскресенье |
| 2015                    | 13 апреля | Коза     | Понедельник |
| 2016                    | 13 апреля | Обезьяна | Среда       |
| 2017                    | 14 апреля | Петух    | Пятница     |
| 2018                    | 14 апреля | Собака   | Суббота     |
| 2019                    | 13 апреля | Свинья   | Суббота     |
| 2020                    | 13 апреля | Крыса    | Понедельник |
| 2021                    | 13 апреля | Бык      | Вторник     |
| 2022                    | 13 апреля | Тигр     | Четверг     |
| 2023                    | 13 апреля | Кролик   | Пятница     |
| 2024                    | 13 апреля | Дракон   | Воскресенье |
| 2025                    | 13 апреля | Змея     | Понедельник |
| 2026                    | 13 апреля | Лошадь   | Вторник     |
| 2027                    | 13 апреля | Коза     | Четверг     |
| 2028                    | 13 апреля | Обезьяна | Суббота     |
| 2029                    | 13 апреля | Петух    | Воскресенье |
| 2030                    | 13 апреля | Собака   | Понедельник |
| 2031                    | 13 апреля | Свинья   | Вторник     |
| 2032                    | 13 апреля | Крыса    | Четверг     |
| 2033                    | 13 апреля | Бык      | Пятница     |
| 2034                    | 13 апреля | Тигр     | Суббота     |
| 2035                    | 13 апреля | Кролик   | Воскресенье |
| 2036                    | 13 апреля | Дракон   | Вторник     |
| 2037                    | 13 апреля | Змея     | Среда       |
| 2038                    | 13 апреля | Лошадь   | Четверг     |
| 2039                    | 13 апреля | Коза     | Пятница     |
| 2040                    | 13 апреля | Обезьяна | Воскресенье |
| 2041                    | 13 апреля | Петух    | Понедельник |
| 2042                    | 13 апреля | Собака   | Вторник     |
| 2043                    | 13 апреля | Свинья   | Среда       |
| 2044                    | 13 апреля | Крыса    | Пятница     |
| 2045                    | 13 апреля | Бык      | Суббота     |
| 2046                    | 13 апреля | Тигр     | Воскресенье |
| 2047                    | 13 апреля | Кролик   | Понедельник |
| 2048                    | 13 апреля | Дракон   | Среда       |
| 2049                    | 13 апреля | Змея     | Четверг     |
| 2050                    | 13 апреля | Лошадь   | Пятница     |